# Henicopidae
Henicopidae (лат.) — семейство губоногих многоножек.
Около 20 родов и 120 видов. Распространены всесветно.

## Описание
Стернит 1-го туловищного сегмента отделён от коксостернума ногочелюсти стернитом ногочелюстного сегмента. На тазиках ног последних пар вооружённые выступы отсутствуют.
На задних парах ног находятся коксальные (тазиковые) железы, открывающиеся коксальными порами. Голени всех ног без шиповидных внешних выступов.
Филогенетический анализ молекулярных и морфодлогических данных показал что подсемейство Henicopinae монофилетично. Ориентальный род Shikokuobius по морфологическим признакам относимый к Anopsobiinae, по молекулярным данным является сестринским к Henicopinae или даже ко всем Henicopidae.
- Anopsobiinae[6]
  - Anopsobiella Attems, 1938 — Anopsobius Silvestri, 1899 — Catanopsobius Silvestri, 1909 — Dichelobius Attems, 1911 — Ghilaroviella Zalesskaya, 1975[7] — Rhodobius Silvestri, 1933 — Shikokuobius Shinohara, 1982 — Tasmanobius Chamberlin, 1920
- Henicopinae
  - Henicopini
    - Analamyctes Chamberlin, 1955 — Henicops Newport, 1845 — Lamyctes Meinert, 1868 — Lamyctinus Silvestri, 1909 — Lamyctopristus Attems, 1928 — Paralamyctes Pocock, 1901 — Pleotarsobius  Attems, 1909 — Remylamyctes— Triporobius — Wailamyctes

  - Zygethobiini
    - Buethobius Chamberlin, 1911 — Неарктика
    - Cermatobius Haase, 1885 — Ориентальная область
    - Hedinobius Verhoeff, 1934 — Ориентальная область
    - Yobius Chamberlin, 1945 — Неарктика
    - Zygethobius Chamberlin, 1903 — Неарктика